# Lembos kamanu
Lembos kamanu är en kräftdjursart som beskrevs av J. L. Barnard 1970. Lembos kamanu ingår i släktet Lembos och familjen Aoridae. Inga underarter finns listade i Catalogue of Life.